# Erwin Jurtschitsch
Erwin Jurtschitsch (* 1954) ist ein deutscher Journalist und Unternehmer.

## Leben
Jurtschitsch studierte Ingenieurwissenschaft. 1978 war er Mitbegründer und Redakteur der tageszeitung (taz) und gehörte bald danach ihrem Vorstand an. In den 1980er Jahren arbeitete er für die Fraktion der Grün-Alternativen Liste (GAL) in der Hamburger Bürgerschaft und die Regenbogen-Fraktion im Europaparlament, dann als Redakteur bei Spiegel TV. 1990 wechselte er in eine Entwicklungsredaktion des Axel Springer Verlages und wurde geschäftsführender Redakteur der Berliner Tageszeitung Der Morgen.
Im selben Jahr wurde er gemeinsam mit Jan von Flocken und Michael Klonovsky von der Stiftung „Freiheit der Presse“ mit dem Wächterpreis der deutschen Tagespresse für couragierte Berichte zur „Aufdeckung und Behandlung von Menschenrechtsverletzungen durch die DDR-Justiz“ ausgezeichnet. Ab 1991 leitete er das Ressort Wissenschaft des Nachrichtenmagazins Focus in München. 1997 ging er als Redaktionsleiter zur Computerzeitschrift Konr@d nach Hamburg, wurde 1998 Chefredakteur von Stern Online und zugleich Ressortleiter Wissenschaft, Medizin, Computer der Illustrierten Stern.
1999 wechselte er in die Investmentbranche, wurde Managing Director Germany der schweizerischen ETF Group, einer Risikokapitalfirma für Investitionen in Informationstechnik und im Neuen Markt. 2000 gründete er EJ Ventures AG, eine Risikokapitalfirma in Hamburg, die sich im Medienbereich, der Nano-, Umwelt- sowie Medizintechnik engagiert und wurde ihr Chief Executive Officer (CEO). Parallel dazu entstand die Beteiligungsgesellschaft Nanoventure N.V., bei der er ebenfalls CEO war.
Seit 2001 gehört Jurtschitsch zum Netzwerk von Degler Smart Media, einem Hamburger Medien-Consulting-Unternehmen. Gemeinsam mit Hans-Dieter Degler ist er Geschäftsführer der Unseen Media GmbH die eine internetbasierte Plattform für künstlerische Fotografie, Grafik und Architektur betreibt, die rund 15.000 Werke präsentiert.
Jurtschitsch ist stellvertretender Vorsitzender der LeadAcademy für Mediendesign und Medienmarketing e.V., die einmal jährlich den LeadAward für die besten Print- und Online-Medien Deutschlands vergibt. Er ist zusammen mit Dieter Degler Geschäftsführer von www.seen.by, einer Internet-Galerie für Fotografie. Seit 2015 ist er Mitglied der Hamburger Initiative für Menschenrechte (HIM). Zudem ist er CEO der Unternehmensberatung Consigliere.
Mit Ulli Kulke schrieb er 2018 einige Gastbeiträge für die Achse des Guten. 2020 gehörte er zu den Erstunterzeichnern des Appell für freie Debattenräume. Seit 2012 ist Jurtschitsch CEO des Biotech start ups 350 PPM Biotech GmbH. Die Firma arbeitet an der Umsetzung von Co2 in Proteine und somit am Future of Farming. 

## Schriften
- Arbeitsmedizin in Sachen Professor Gerhard Lehnert: Unbedenklichkeitsbescheinigungen, Falschgutachten und industriefreundliche Wissenschaft. Fraktion der Grün-Alternativen Liste (GAL), Hamburg 1986
- Die Arsenverseuchung des Müggenburgerkanals und der Elbe durch die Norddeutsche Affinerie: 50 Jahre Dreckschleuder. Fraktion der Grün-Alternativen Liste (GAL), Hamburg 1986 (mit Paul Rieckmann)
- Grünes & Alternatives Jahrbuch 1986/87: Strategien der grünen und ökologischen Krise. Elefanten Press, Berlin 1986, ISBN 3-88290-030-X (mit Alexander Rudnick, Frieder Otto Wolf)
- Grünes & Alternatives Jahrbuch 1988: Grüne Perspektiven. Strategien für eine bessere Zukunft. Kölner Volksblatt-Verlag, Köln 1988, ISBN 3-923243-33-2 (mit Alexander Rudnick, Frieder Otto Wolf)
- Die 1000 besten Ärzte. Bertelsmann, München 1993, ISBN 3-570-12039-2

## Auszeichnungen
- Wächterpreis der deutschen Tagespresse (1990)